# Le Chesne (Ardenas)
Le Chesne é uma ex-comuna francesa na região administrativa de Grande Leste, no departamento das Ardenas. Estendeu-se por uma área de 23,87 km². Em 2010 a comuna tinha 1 042 habitantes (densidade: 43,7 hab./km²).Em 1 de janeiro de 2017 foi fundida com as comunas de Les Alleux e Louvergny para a criação da nova comuna de Bairon et ses environs.